# 梅爾茨巴赫河
50°59′19.24″N 6°16′16.79″E / 50.9886778°N 6.2713306°E

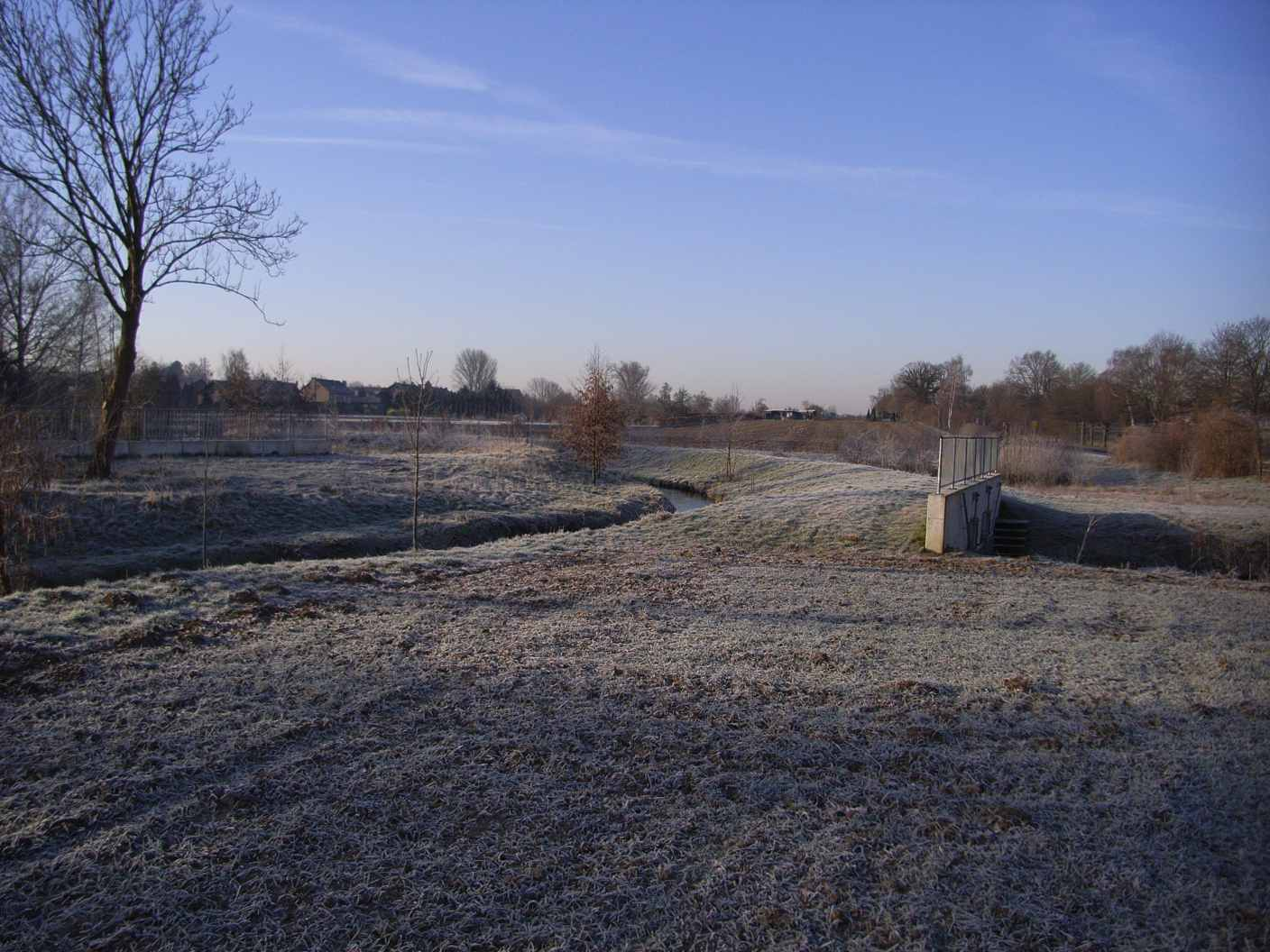
梅爾茨巴赫河

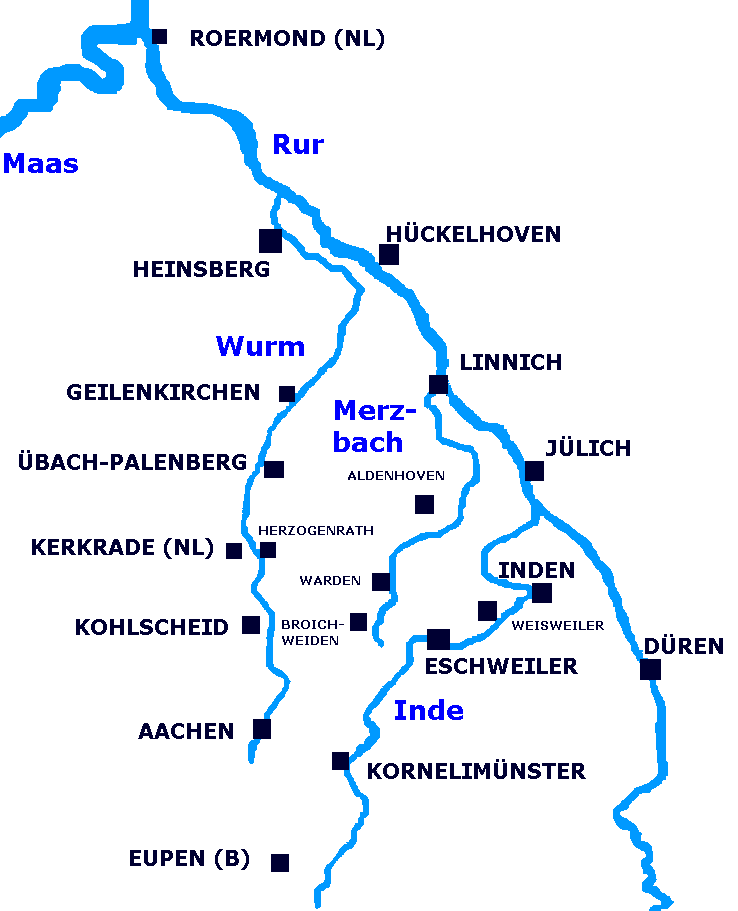
位置圖

梅爾茨巴赫河（德語：Merzbach），是德國的河流，位於該國西部，處於北萊茵-威斯特法倫州，河道全長28公里，流域面積106平方公里，發源自維爾瑟倫以東。